# Selb-Wunsiedler Hügelland
Mit Selb-Wunsied(e)ler Hügelland wird eine naturräumliche Untereinheit (395-A) der Haupteinheit Selb-Wunsiedler Hochfläche (395) im oberfränkischen Landkreis Wunsiedel, zu minimalen Anteilen (Waldershof) auch im oberpfälzischen Landkreis Tirschenreuth, bezeichnet.

## Systematik
Die Naturräumliche Haupteinheit Selb-Wunsiedler Hochfläche (395) wurde in den Arbeiten zum Handbuch der naturräumlichen Gliederung Deutschlands als Untereinheit der Haupteinheitengruppe Thüringisch-Fränkisches Mittelgebirge (39) ausgewiesen. Da jedoch in der verfeinernden Gliederung 1:200.000 die Blätter 142 Plauen (Süd) und 154/155 Bayreuth nie erschienen sind, hatte es bis in die 2010er Jahre hinein keine Verfeinerung dieser Gliederung gegeben.
Zwischenzeitlich hatte jedoch das Bundesamt für Naturschutz Landschaftssteckbriefe herausgegeben, in welchem die Haupteinheit 395 auf ihren Kernbereich (vom BfN ebenfalls mit Selb-Wunsiedler Hochfläche' bezeichnet) und den Selber Forst aufgespalten wurde.
Inzwischen hat das Bayerische Landesamt für Umwelt eine auf den Haupteinheiten aufbauende Gliederung aller Naturräume Bayerns vorgenommen, die gegebenenfalls jeweils eine weitere Unterebene enthält – also bis zur 5. Ordnung reicht. Da es keine darüber hinaus gehende Verfeinerung gibt, wurden den Haupteinheiten keine Nachkommastellen nachgestellt, sondern die Kennziffern der Unter-Naturräume werden mit einem nachgestellten Buchstaben versehen. Für die Selb-Wunsiedler Hochfläche übernahm LfU weitgehend die Aufteilung des BfN, wählte indes für das Kerngebiet den hiesigen, vom Namen der Haupteinheit abweichenden Namen. Das Selb-Wunsiedler Hügelland als erste von zwei Untereinheiten erhielt den Kennbuchstaben A.

## Lage und Grenzen
Das Selb-Wunsiedler Hügelland wird nach Nordwesten, Südwesten und Südosten vom Hufeisen des Hohen Fichtelgebirges (394) gerahmt, von Nordosten tritt halbinselartig der Selber Forst (395-B) herein. Ganz im Nordosten liegt Hohenberg an der Eger; hier setzt sich die Landschaft auch jenseits der Eger nach Tschechien fort. Am Südostrand zu den Lausnitzer Randbergen (394-D), dem (naturräumlichen) Steinwald (394-C) und dem Pilgramsreuther Sattel (394-B) liegen (von Nordost nach Südwest) Schirnding, Arzberg, Marktredwitz und Waldershof. wobei die beiden letztgenannten Orte nach Nordwesten bereits ans Massiv der Kösseine als Teil der Einheit West- und Nordkamm des Hohen Fichtelgebirges (394-A, „eigentliches“ Hohes Fichtelgebirge) stoßen und halbinselartig in den Gebirgsstock hineinragen. Westlich jenseits des Kösseinemassivs liegen am Südwestrand Wunsiedel, Tröstau und Weißenstadt. Am Nordwestrand liegt Kirchenlamitz, im äußersten Norden Schönwald und Selb. Zwischen Hohenberg und Selb ragt zwar der Selber Forst von Nordosten in die Hochfläche hinein, jedoch liegen alle Kernorte der Gemeinden des Landkreises Wunsiedel im Hügelland (siehe #Ortschaften).

## Geologie
Geologisch besteht das Hügelland im Wesentlichen aus Granit. Die Geschichte seiner Orogenese beginnt im Präkambrium vor etwa 750–800 Millionen Jahren – fast 20 % der Erdgeschichte deckt das Gebirge ab, was nur für wenige der  noch bestehenden Rumpfgebirge zutrifft. Die Selb-Wunsiedler Hochfläche ist vielfach von Basaltkegeln durchsetzt.

## Berge
Auf dem höchsten Erhebung im Selb-Wunsiedler Hügelland (682 m ü. NN) liegt Valetsberg.
- Weitere Berge siehe Selb-Wunsiedler Hochfläche.

## Gewässer
Praktisch alle Bäche der Selb-Wunsiedler Hochfläche, also insbesondere auch die des Selb-Wunsiedler Hügellands, entwässern über die nach Nordosten fließende obere Eger. Den Süden entwässert die Röslau, den Norden insbesondere die Selb. Die Eger verlässt Deutschland endgültig auf 443 m ü. NHN, nahe der Röslaumündung. Dies ist der niedrigste (deutsche) Punkt des Naturraum, jedoch nicht des Fichtelgebirges.
Eine Ausnahme bildet die Lamitz, die nach dem Durchfließen von Kirchenlamitz (und Niederlamitz) das Waldsteingebirge, also den Nordwestteil des Fichtelgebirgs-Hufeisens, quert und schließlich in die Saale mündet. Sie verlässt die Hochfläche auf etwa 550 m ü. NHN. Ebenfalls außerhalb des Einzugsgebiets der Eger liegt der größere Teil von Schönwald. Dieser entwässert über den Perlenbach zur Schwesnitz, die ebenfalls der oberen Saale zufließt.

## Ortschaften
| - Arzberg - Höchstädt - Hohenberg an der Eger - Kirchenlamitz | - Marktleuthen - Marktredwitz - Röslau - Schirnding | - Schönbrunn - Schönwald - Selb - Thiersheim | - Thierstein - Waldershof (TIR) - Weißenstadt - Wunsiedel |

## Verkehr
- Eisenbahnknotenpunkt Marktredwitz
- Bundesstraßen 303 und 15
- Bundesautobahnen 93 und 9

## Bauwerke

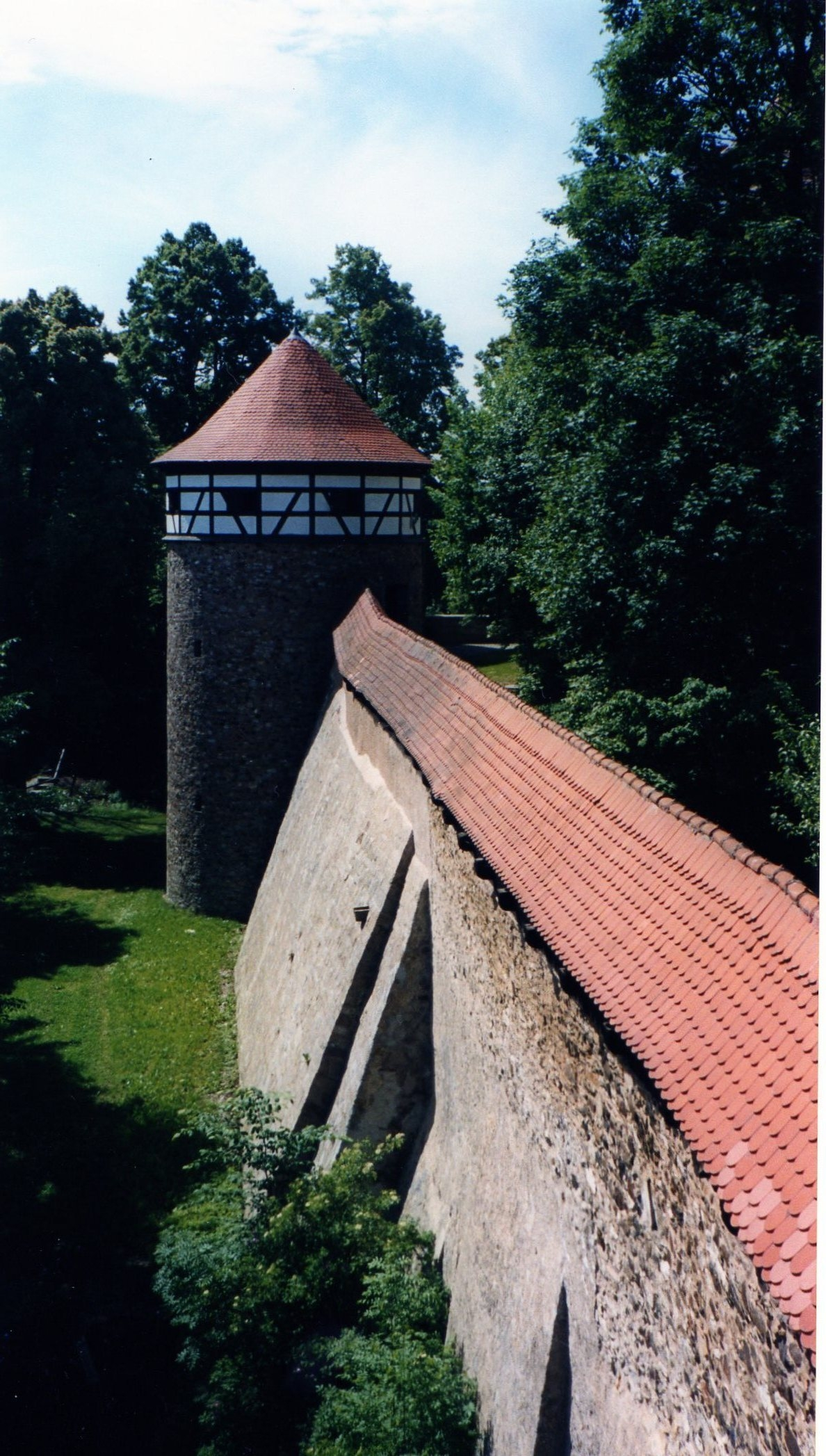
Turm und Befestigungsanlage der Burg Hohenberg an der Eger

### Burg Hohenberg
Die Burg Hohenberg ist die besterhaltene Burg im Fichtelgebirge. Sie bildet ein Sechseck mit drei runden und zwei eckigen Türmen sowie der Vorburg. Auch der Wehrgang ist teilweise erhalten. Im Burghof stehen das Fürstenhaus von 1666 (ehemaliges markgräfliches Jagdschloss), Geleitsäulen und ein steinerner Getreidemetzen aus staufischer Zeit.

### Burg Thierstein
Die Burg Thierstein ist eine Burgruine auf einem Bergsporn über der Ortschaft Thierstein. Die weithin sichtbare Burgruine ist ein beliebtes touristisches Ziel; vom erhalten gebliebenen Bergfried genießt man eine herrliche Rundumsicht über den gesamten Innenraum des Fichtelgebirges bis in das Egerland hinein.

## Karten
- Fritsch Wanderkarte 1:50.000 Fichtelgebirge-Steinwald